# Нижний Мярат
Нижний Мярат — озеро на территории Паданского сельского поселения Медвежьегорского района Республики Карелии.

## Общие сведения
Площадь озера — 2,5 км², площадь водосборного бассейна — 1350 км². Располагается на высоте 135,4 метров над уровнем моря.
Форма озера лопастная, продолговатая: оно вытянуто с северо-запада на юго-восток. Берега изрезанные, каменисто-песчаные, местами заболоченные.
В озеро впадает река Калмунга, протекающая выше через озёра Калмунги и Верхний Мярат. Также через Нижний Мярат протекает река Ломнезерка, впадающая в озеро Селецкое.
В озере расположено не менее шести безымянных островов различной площади.
Вдоль юго-западного берега озера проходит дорога местного значения.
Код объекта в государственном водном реестре — 02020001111102000007321.